# Laurence Naismith
Laurence Naismith, pseudonimo di Lawrence Johnson (Thames Ditton, 14 dicembre 1908 – Southport, 5 giugno 1992), è stato un attore britannico.

## Biografia
Prima di intraprendere la carriera di attore, Laurence Naismith fece il marinaio su una nave mercantile. Debuttò sul palcoscenico nel 1927 e successivamente formò una propria compagnia di repertorio. Dopo aver servito nella Royal Artillery inglese durante la seconda guerra mondiale, fece ritorno al teatro nel 1947 e l'anno successivo debuttò sul grande schermo, diventando ben presto famoso come interprete di ruoli collaterali, spesso nelle vesti di gentiluomini inglesi dal linguaggio forbito, in genere con un rispettabile passato alle spalle come medici o uomini di mondo.
Naismith apparve in numerose produzioni britanniche degli anni cinquanta come Per una questione di principio (1955), Riccardo III (1955), diretto e interpretato da Laurence Olivier, il poliziesco 24 ore a Scotland Yard (1958), il drammatico Titanic, latitudine 41 nord (1958), in cui impersonò Edward Smith, l'eroico capitano che affonda con la sua nave, e Affondate la Bismarck! (1960), in cui vestì i panni del Primo Ammiraglio. Nello stesso periodo partecipò a numerose pellicole di successo statunitensi, quali Mogambo (1953) di John Ford, in cui interpretò il capitano di una nave a vapore, cui fecero seguito alcune caratterizzazioni di personaggi di medici, il dottor Bosman in Brama di vivere (1956), il dottor Chambers ne Il grande amore di Elisabetta Barrett (1957), il dottor Hawkins ne Il ragazzo sul delfino (1957), avventura interpretata accanto a Sophia Loren e Alan Ladd, il dottor Willers nell'inquietante Il villaggio dei dannati (1960).
Durante gli anni sessanta Naismith apparve anche in altri generi cinematografici, come nell'epico L'eroe di Sparta (1962), nel genere fantasy con Gli argonauti 2 (1963), nel ruolo di Argos, nella commedia per ragazzi Le tre vite della gatta Tomasina (1964), nelle vesti del reverendo Angus Peddie, e nel musical Camelot (1967), in cui interpretò il personaggio del Mago Merlino. Durante il decennio consolidò la propria fama anche sul piccolo schermo, partecipando a numerose serie televisive statunitensi di successo, come La parola alla difesa (1964), Il fuggiasco (1965-1967), Mannix (1968), Bonanza (1969) e Reporter alla ribalta (1969).
Notevoli le apparizioni cinematografiche all'inizio degli anni settanta, dal ruolo di Mr. Fezziwig ne La più bella storia di Dickens (1970), ai personaggi di Sir Henry Larnstein nel giallo Il caso Trafford (1971), Sir Donald Munger in Agente 007 - Una cascata di diamanti (1971), e Lord Salisbury ne Gli anni dell'avventura (1972), biografia di Winston Churchill. Nello stesso periodo Naismith interpretò il suo personaggio televisivo più famoso, quello del giudice Fulton nella serie cult Attenti a quei due, accanto a Tony Curtis e Roger Moore, comparendo in undici episodi a partire dal primo, "È stato un piacere conoscerti e picchiarti", nel quale Fulton invita in Costa Azzurra il miliardario americano Danny Wilde e l'aristocratico playboy inglese Brett Sinclair, per affidare loro una missione sotto copertura. Sotto un'apparenza burbera e severa, l'anziano uomo di legge arriverà ad apprezzare le qualità di Wilde e Sinclair, affidando alla coppia di scanzonati avventurieri la ricerca e la soluzione di complicati intrighi di spionaggio e scambi di persona.
Dopo il ruolo di Padre Harris nella serie Oh, Father! (1973), Naismith iniziò a rallentare la propria attività. Interpretò ancora per il piccolo schermo il ruolo dell'imperatore austriaco Francesco Giuseppe nel film televisivo a puntate La caduta delle aquile (1974), e il principe di Verona in una versione televisiva di Romeo e Giulietta girata per la BBC nel 1978, e si ritirò dalle scene nel 1982, dopo il ruolo del reverendo Edmund Nelson in I Remember Nelson.
Sposato dal 1939 con Vera Bocca, dalla quale ebbe un figlio, negli ultimi anni di vita Laurence Naismith si stabilì in Australia, dove morì nel 1992 a Southport (Queensland), all'età di ottantatré anni, dopo una breve malattia.

## Filmografia

### Cinema
- Trouble in the Air, regia di Charles Saunders (1948)
- A Piece of Cake, regia di John Irwin (1948)
- Badger's Green, regia di John Irwin (1949)
- Sangue blu (King Hearts and Coronets), regia di Robert Hamer (1949)
- Train of Events, regia di Sidney Cole e Charles Crichton (1949)
- The Chiltern Hundreds, regia di John Paddy Carstairs (1949) (non accreditato)
- Dark Secrets, regia di MacLean Rogers (1949)
- The Happiest Days of Your Life, regia di Frank Launder (1950)
- Room to Let, regia di Godfrey Grayson (1950)
- Città in agguato (Pool of London), regia di Basil Dearden (1951)
- There Is Another Sun, regia di Lewis Gilbert (1951)
- Hell Is Sold Out, regia di Michael Anderson (1951)
- L'ultima rapina (Calling Bulldog Drummond), regia di Victor Saville (1951) (non accreditato)
- Chelsea Story, regia di Charles Saunders (1951)
- SOS Scotland Yard (High Treason), regia di Roy Boulting (1951)
- His Excellency, regia di Robert Hamer (1952)
- La morte colpisce a tradimento (Whispering Smith Hits London), regia di Francis Searle (1952)
- The Happy Family, regia di Muriel Box (1952)
- I Believe in You, regia di Basil Dearden e Michael Relph (1952)
- Old Mother Riley Meets the Vampire, regia di John Gilling (1952)
- Penny Princesse, regia di Val Guest (1952)
- A Killer Walks, regia di Ronald Drake (1952)
- Love in Pawn, regia di Charles Saunders (1953)
- Vendicherò il mio passato (The Long Memory), regia di Robert Hamer (1953)
- Terrore sul treno (Time Bomb), regia di Ted Tetzlaff (1953)
- Cosh Boy, regia di Lewis Gilbert (1952)
- Servizio segreto (Rough Shoot), regia di Robert Parrish (1953)
- Il masnadiero (The Beggar's Opera), regia di Peter Brook (1953)
- Mogambo, regia di John Ford (1953)
- Gilbert Harding Speaking of Murder, regia di Paul Dickson (1954)
- Il forestiero (The Million Pound Note), regia di Ronald Neame (1954) (non accreditato)
- Il cavaliere del mistero (The Black Knight), regia di Tay Garnett (1954)
- Per una questione di principio (Carrington V.C.), regia di Anthony Asquith (1955)
- I guastatori delle dighe (The Dam Busters), regia di Michael Anderson (1955)
- Josephine and Men, regia di Roy Boulting (1955)
- Riccardo III (Richard III), regia di Laurence Olivier (1955)
- The Extra Day, regia di William Faichild (1956)
- L'uomo che non è mai esistito (The Man Who Never Was), regia di Ronald Neame (1956)
- Brama di vivere (Lust for Life), regia di Vincente Minnelli (1956)
- L'arma del delitto (The Weapon), regia di Val Guest (1956)
- Tigre nella nebbia (Tiger in the Smoke), regia di Roy Ward Baker (1956)
- Il grande amore di Elisabetta Barrett (The Barretts of Wimpole Street), regia di Sidney Franklin (1957)
- La settima onda (Seven Ways Away), regia di Richard Sale (1957)
- Il ragazzo sul delfino (Boy on a Dolphin), regia di Jean Negulesco (1957)
- La grande rapina (Robbery Under Arms), regia di Jack Lee (1957)
- La zingara rossa (The Gypsy and the Gentleman), regia di Joseph Losey (1958)
- Terra nuda (The Naked Earth), regia di Vincent Sherman (1958)
- L'affare Dreyfus (I Accuse!), regia di José Ferrer (1958)
- 24 ore a Scotland Yard (Gideon's Day), regia di John Ford (1958)
- Titanic, latitudine 41 nord (A Night to Remember), regia di Roy Ward Baker (1958)
- I due volti del Generale Ombra (The Two-Headed Spy), regia di André De Toth (1958)
- La tempesta, regia di Alberto Lattuada (1958)
- La sfida del terzo uomo (Third Man on the Mountain), regia di Ken Annakin (1959)
- Salomone e la regina di Saba (Solomon and Sheba), regia di King Vidor (1959)
- Affondate la Bismarck! (Sink the Bismarck!), regia di Lewis Gilbert (1960)
- La tortura del silenzio (The Angry Silence), regia di Guy Green (1960)
- Il garofano verde (The Trials of Oscar Wilde), regia di Ken Hughes (1960)
- Il villaggio dei dannati (Village of the Damned), regia di Wolf Rilla (1960)
- Giungla di cemento (The Criminal), regia di Joseph Losey (1960)
- Il mondo di Suzie Wong (The World of Suzie Wong), regia di Richard Quine (1960)
- Il coraggio e la sfida (The Singer Not the Song), regia di Roy Ward Baker (1961)
- Bobby il cucciolo di Edimburgo (Greyfriars Bobby: The True Story of a Dog), regia di Don Chaffey (1961)
- L'affondamento della Valiant (The Valiant), regia di Roy Ward Baker (1962)
- L'eroe di Sparta (The 300 Spartans), regia di Rudolph Maté (1962)
- Il delitto della signora Allerson (I Thank a Fool), regia di Robert Stevens (1962)
- We Joined the Navy, regia di Wendy Toye (1963)
- Cleopatra, regia di Joseph L. Mankiewicz (1963) (non accreditato)
- Gli Argonauti (Jason and the Argonauts), regia di Don Chaffey (1963)
- Le tre vite della gatta Tomasina (The Three Lives of Thomasina), regia di Don Chaffey (1964)
- Sky West and Crooked, regia di John Mills (1966)
- Più micidiale del maschio (Deadlier Than the Male), regia di Ralph Thomas (1967)
- Il segreto dello scorpione (The Scorpio Letters), regia di Richard Thorpe (1967) – film tv
- Camelot, regia di Joshua Logan (1967)
- Il lungo duello (The Long Duel), regia di Ken Annakin (1967)
- Ladri sprint (Fitzwilly), regia di Delbert Mann (1967) (non accreditato)
- The Admirable Crichton, regia di George Schaefer (1968) – film tv
- Il terrore negli occhi del gatto (Eye of the Cat), regia di David Lowell Rich (1969)
- La vendetta di Gwangi (The Valley of Gwangi), regia di Jim O'Connolly (1969)
- Avventura nella giungla (The Bushbaby), regia di John Trent (1969)
- Run a Crooked Mile, regia di Gene Levitt (1969) – film tv
- The File on Devlin, regia di George Schaefer (1969) – film tv
- La più bella storia di Dickens (Scrooge), regia di Ronald Neame (1970)
- Il caso Trafford (Quest for Love), regia di Ralph Thomas (1971)
- Agente 007 - Una cascata di diamanti (Diamonds Are Forever), regia di Guy Hamilton (1971)
- Gli anni dell'avventura (Young Winston), regia di Richard Attenborough (1972)
- L'incredibile signor Blunden (The Amazing Mr. Blunden), regia di Lionel Jeffries (1972)
- Romeo and Juliet, regia di Alvin Rakoff (1978) – film tv

### Televisione
- The Vise – serie TV, 2 episodi (1954-1955)
- Robin Hood (The Adventures of Robin Hood) – serie TV, episodio 1x26 (1956)
- Adventure Theater – serie TV, 1 episodio (1956)
- Gioco pericoloso (Danger Man) – serie TV, 1 episodio (1960)
- Sir Francis Drake – serie TV, 1 episodio (1961)
- Disneyland – serie TV, 1 episodio (1962)
- The Third Man – serie TV, 2 episodi (1959-1963)
- La parola alla difesa (The Defenders) – serie TV, 1 episodio (1964)
- Twelve O'Clock High – serie TV, 1 episodio (1965)
- Profiles in Courage – serie TV, 2 episodi (1965)
- Polvere di stelle (Bob Hope Presents the Chrysler Theatre) – serie TV, 2 episodi (1966-1967)
- Il fuggiasco (The Fugitive) – serie TV, 3 episodi (1965-1967)
- Gli invasori (The Invaders) – serie TV, 2 episodi (1967)
- Mannix – serie TV, 1 episodio (1968)
- Lancer – serie TV, episodio 1x10 (1968)
- Love Story – serie TV, 1 episodio (1969)
- Bonanza – serie TV, episodio 11x01 (1969)
- Reporter alla ribalta (The Name of the Game) – serie TV, 1 episodio (1969)
- Attenti a quei due (The Persuaders) – serie TV, 11 episodi (1971-1972)
- Late Night Theatre – serie TV, 1 episodio (1972)
- Gli invincibili (The Protectors) – serie TV, episodio 1x11 (1972)
- Oh, Father! – serie TV, 7 episodi (1973)
- La caduta delle aquile (Fall of Eagles) – serie TV, 3 episodi (1974)
- Il ritorno di Simon Templar (Return of the Saint) – serie TV, episodio 1x08 (1978)
- Barriers – serie TV, 3 episodi (1981-1982)
- I Remember Nelson – serie TV, 1 episodio (1982)

## Doppiatori italiani
Nelle versioni in italiano dei suoi film, Laurence Naismith è stato doppiato da:
- Giorgio Capecchi in Riccardo III, Titanic, latitudine 41 nord, I due volti del generale Ombra, Il mondo di Suzie Wong
- Manlio Busoni in Salomone e la regina di Saba, Il villaggio dei dannati
- Lauro Gazzolo in Mogambo
- Mario Besesti in Il cavaliere del mistero
- Gualtiero De Angelis in Gli Argonauti
- Enzo Garinei in Bobby il cucciolo di Edimburgo
- Glauco Onorato in Le tre vite della gatta Tomasina
- Cesare Polacco in Attenti a quei due (solo l'episodio Un amico d'infanzia)
- Bruno Persa in Attenti a quei due
- Stefano Sibaldi in Agente 007 - Una cascata di diamanti